# Guilhem II de Montpellier
Guilhem II de Montpellier (dit aussi Guilhem-Bernard) est le deuxième seigneur de la dynastie des Guilhem, seigneurs de cette ville. Il est né vers 990 et serait mort vers 1059.  Il était le neveu de Guilhem Ier de Montpellier fondateur de la dynastie.

## Biographie
Il serait né aux alentours de 990 et hérite, aux alentours de 1025, de la seigneurie de Montpellier, à la mort de son oncle, Guilhem Ier de Montpellier, qui en fut le fondateur.

## Famille
Il est le fils de Trudgarde, sœur aînée de Guilhem Ier de Montpellier, et de Bernard. Il a été marié avec Béliarde en 1022 avec laquelle il eut trois enfants :
- Guilhem III de Montpellier qui succèdera à Guilhem II après sa mort ;
- Bernard Guilhem IV de Montpellier qui succèdera à son frère Guilhem III à la tête de la Seigneurie ;
- Guilhem Aimon de Montpellier.